# 杭子梢
杭子梢（学名：Campylotropis macrocarpa），或稱丝苞杭子梢，为豆科杭子梢属下的一个变种变型。

## 圖片

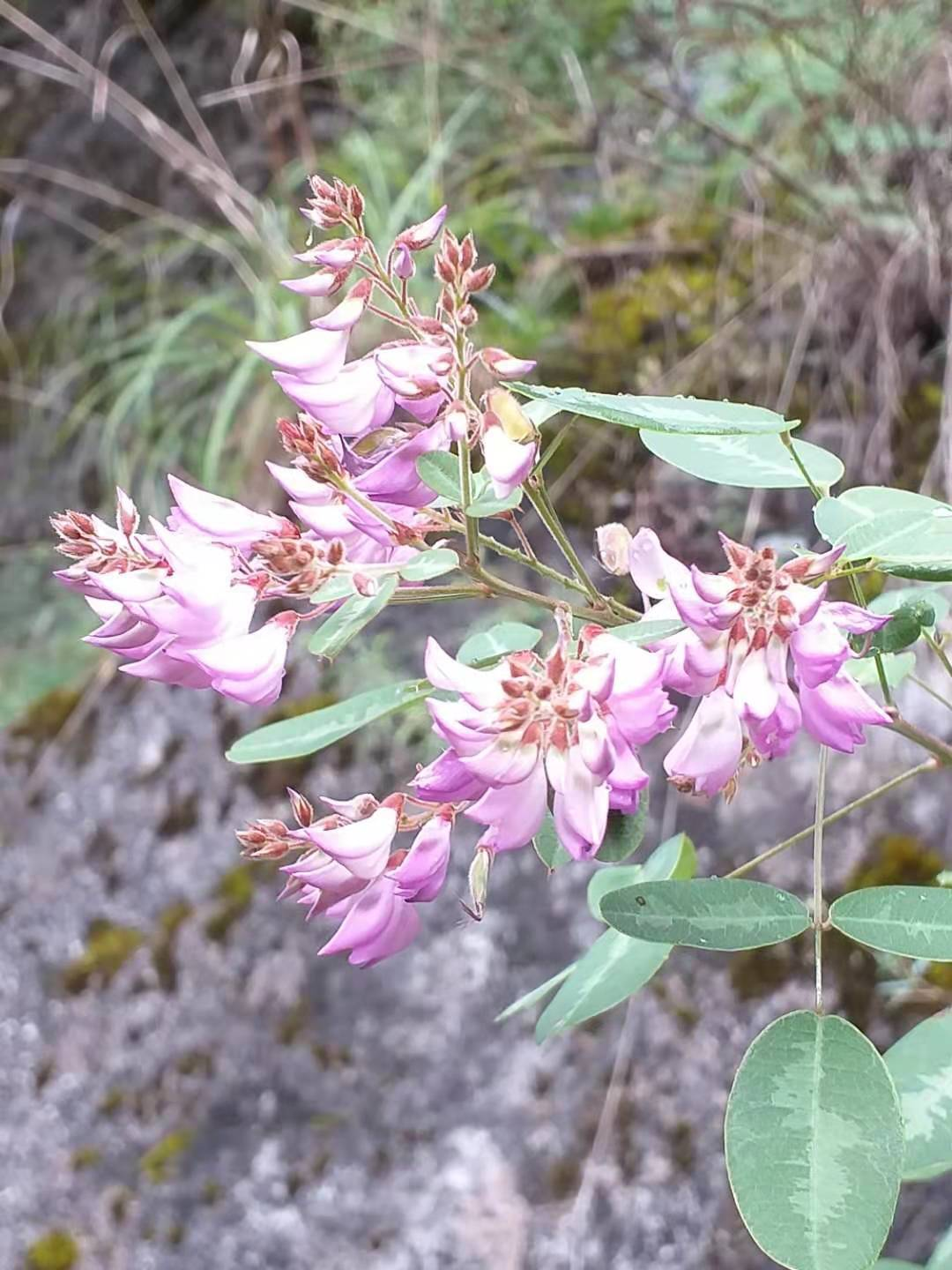
花序。雲南巴拉格宗自然生態園區，中國。
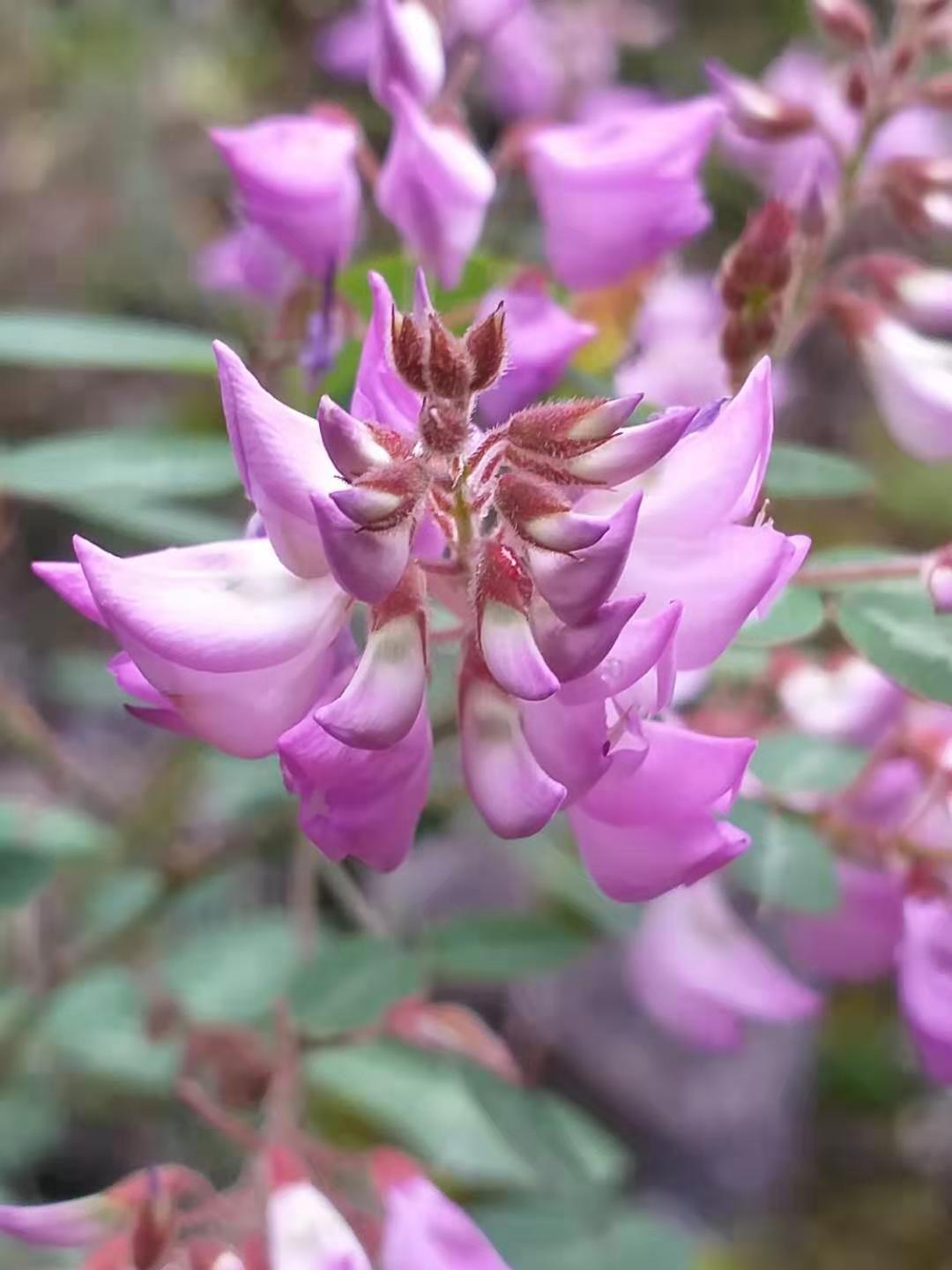
花序。雲南巴拉格宗自然生態園區，中國。
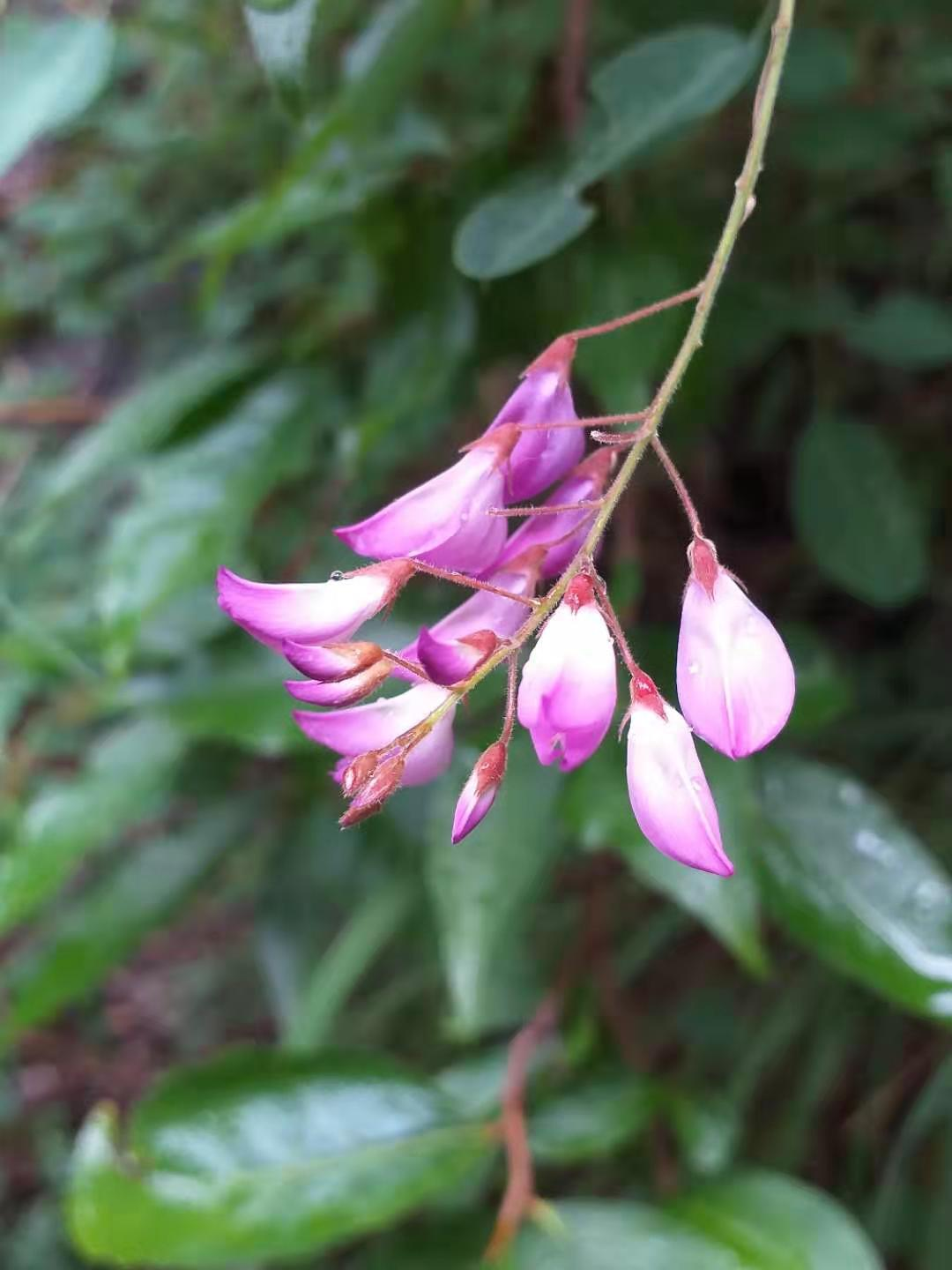
花序。雲南巴拉格宗自然生態園區，中國。
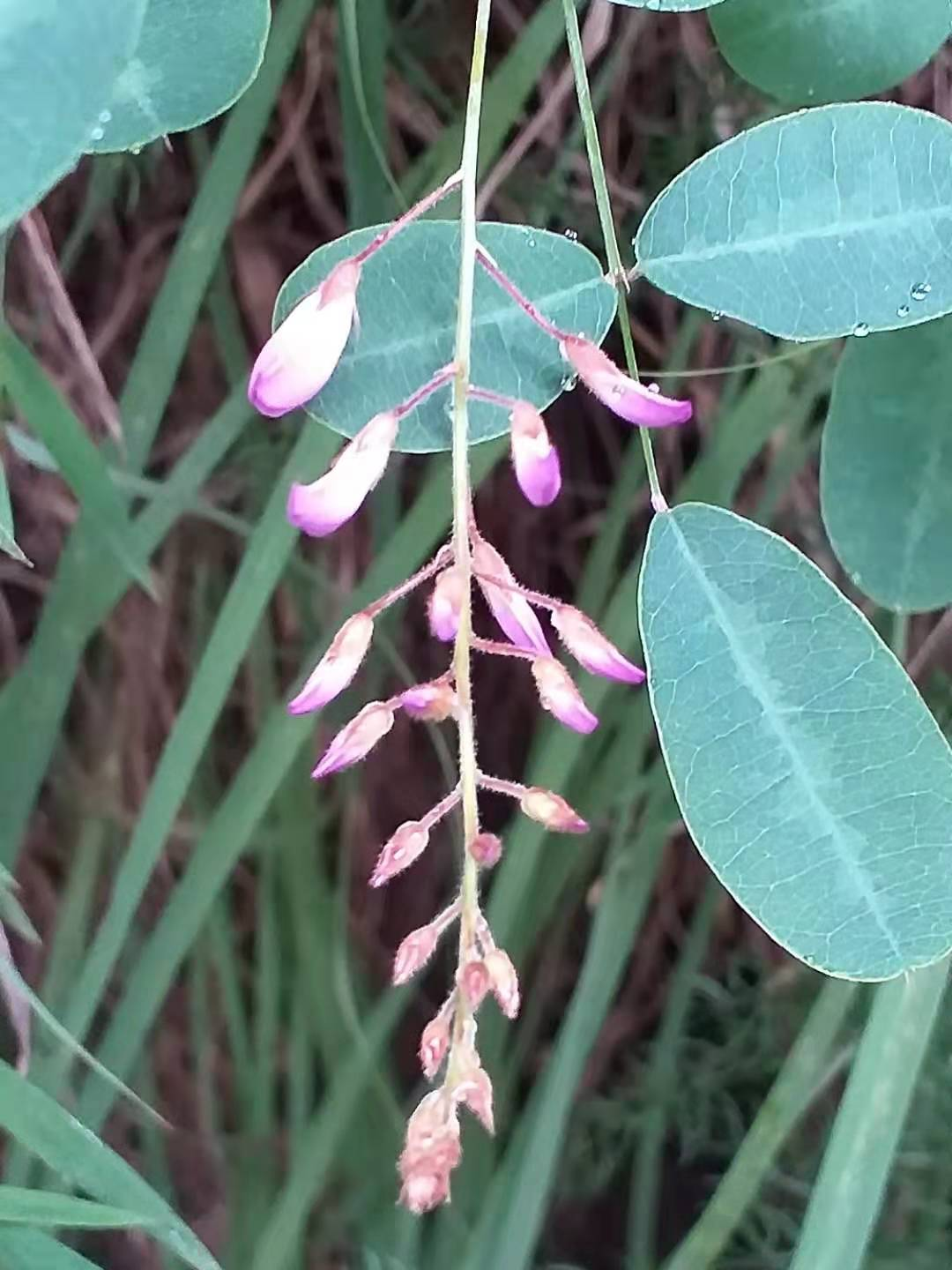
花序。雲南巴拉格宗自然生態園區，中國。
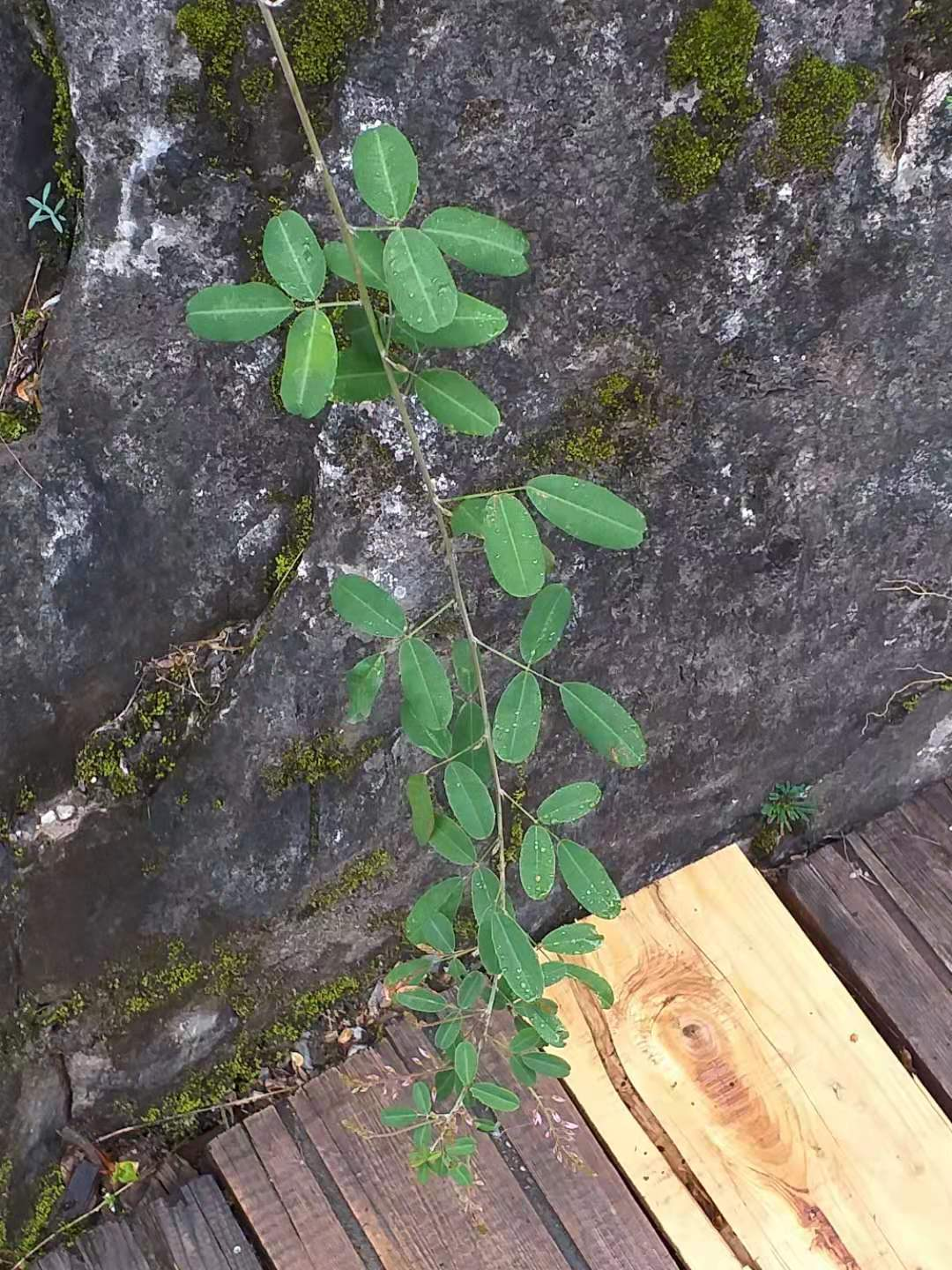
葉序。雲南巴拉格宗自然生態園區，中國。
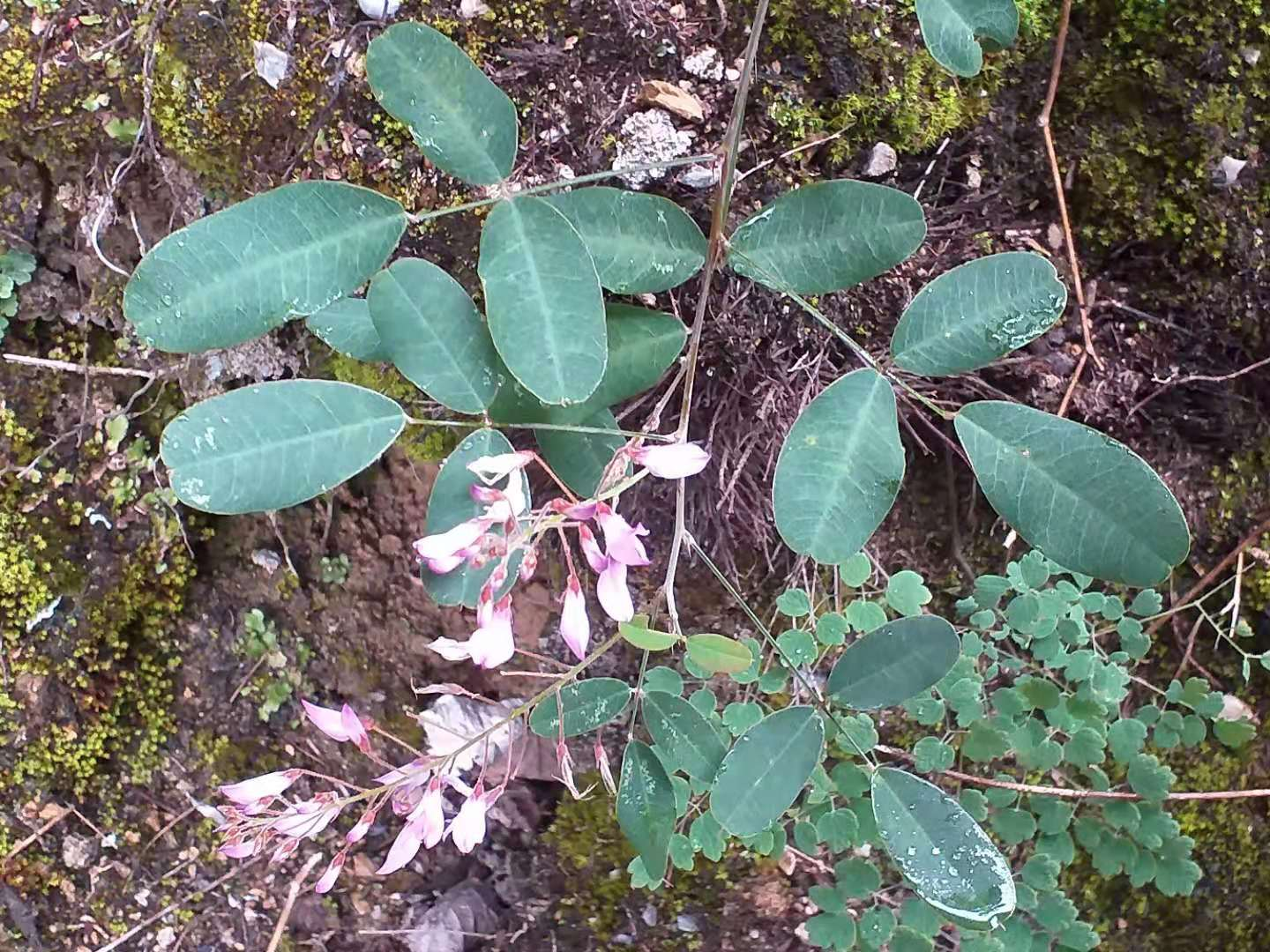
葉序。雲南巴拉格宗自然生態園區，中國。

## 扩展阅读
維基物種上的相關：丝苞杭子梢